# Difetto cristallino
I difetti cristallini, o difetti reticolari, corrispondono a delle zone del cristallo in cui viene a mancare l'ordine proprio del reticolo cristallino.
Un cristallo reale presenta sempre difetti al suo interno, e il loro numero aumenta insieme alla temperatura o in seguito ad uno stress meccanico (ad esempio l'allungamento per trazione di un provino). La totale assenza di difetti nel cristallo, corrispondente a uno stato di entropia nulla, è teoricamente raggiungibile solo allo zero assoluto: a temperature maggiori di 0 K tutti i cristalli deviano dallo stato perfettamente ordinato e si ha la comparsa di difetti reticolari.
Questa formazione spontanea di un certo tipo di difetti è intrinseca all'equilibrio termodinamico della struttura, il quale prevede la minimizzazione dell'energia libera del sistema mediante un bilancio tra contributo entalpico di formazione dei difetti (essi corrispondono infatti a uno stato energeticamente più elevato) e contributo entropico degli stessi alla configurazione della struttura (e ai gradi di libertà vibrazionali degli atomi circostanti il difetto): ad ogni temperatura, un cristallo in equilibrio termodinamico contiene dunque un numero di difetti tale da attuare questo bilancio.
I difetti cristallini si possono pertanto suddividere in due categorie a seconda dell'origine:
- difetti intrinseci, anche detti "in equilibrio termodinamico", attribuibili alla termodinamica dello stato solido e presenti in tutti i cristalli;
- difetti estrinseci, anche detti "non in equilibrio termodinamico", specifici di un particolare cristallo, tra cui i difetti di stechiometria e le impurezze.

In base invece alla loro natura (zero-, mono-, bi- o tridimensionale), vengono suddivisi in:
- difetti di punto o puntiformi o adimensionali (associati ad una o due posizioni atomiche)
- difetti di linea o monodimensionali
- difetti di superficie o interfacciali o bidimensionali
- difetti di volume o tridimensionali

Benché denominati difetti, possono essere volontariamente introdotti nei materiali al fine di ottenere particolari proprietà tecnologiche: in ambito metallurgico, ad esempio, un'opportuna calibrazione della quantità di elementi alliganti disciolti nel reticolo del ferro (a tutti gli effetti atomi estranei al cristallo) consente di ottenere un'ampia gamma di leghe, in particolare leghe ferrose, tra cui gli acciai.

## Difetti di punto
I difetti di punto sono difetti intrinseci di dimensione 0, che interessano quindi una regione puntiforme del cristallo. Ne esistono di tre tipologie:
- vacanze
- atomi sostituzionali
- atomi interstiziali

Esistono anche, in generale, combinazioni di difetti puntuali "semplici", come ad esempio le vacanze di Frenkel e le vacanze di Schottky nei cristalli ionici (in questi casi il difetto interessa due regioni puntiformi, non necessariamente adiacenti).

### Vacanze

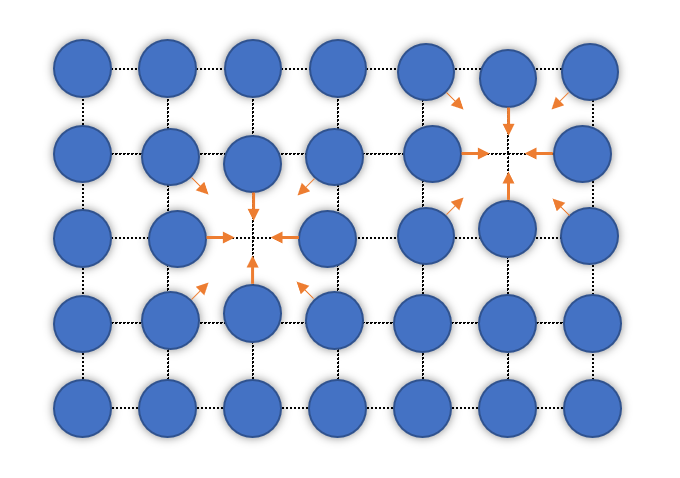
Due vacanze in un reticolo cristallino quadrato; le frecce evidenziano l'azione attrattiva svolta dalle vacanze sugli atomi circostanti

Le vacanze reticolari consistono in posizioni atomiche vacanti del reticolo cristallino. Si formano in seguito a uno spostamento degli atomi, avvenuto grazie all'energia ricevuta dall'ambiente sotto forma di agitazione termica, oppure contestualmente alla deformazione plastica subita dal corpo. Solitamente le vacanze si formano in prossimità della superficie del materiale, perché qui gli atomi sono meno legati rispetto a quelli più interni, perciò possono liberarsi più facilmente dai rispettivi siti reticolari.
Nella pratica, è impossibile ottenere un cristallo senza questo tipo di difetto: si può dimostrare con i princìpi della termodinamica la relazione
{\displaystyle {\frac {Nv}{N}}=\exp \left({\frac {-Q}{kT}}\right)}
dove Nv/N è la frazione di vacanze nel reticolo (rispetto ai siti reticolari totali), Q è l'entalpia di formazione di una vacanza, k è la costante di Boltzmann e T è la temperatura assoluta. Per T→0 in effetti Nv/N tende a 0, senza però mai diventare nullo, mentre se la temperatura aumenta la densità di vacanze cresce a sua volta.
La presenza delle vacanze nei reticoli cristallini è fondamentale, perché determina alcune proprietà importanti del cristallo. In primo luogo, gli atomi del reticolo prossimi ad una vacanza sono "attirati" da essa, generando così dei campi di sforzo in quella porzione del reticolo. Inoltre, atomi prossimi ad una vacanza possono spostarsi al suo interno (abbandonando il proprio sito) se possiedono sufficiente energia termica: grazie a questo processo, gli atomi e le vacanze sono in grado di muoversi nel reticolo cristallino, rendendo possibile il fenomeno della diffusione per vacanze all'interno del materiale.

### Atomi sostituzionali

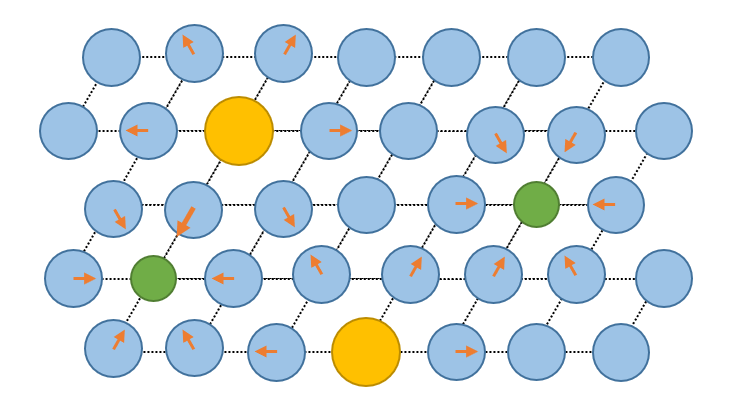
Atomi sostituzionali di due tipi in un reticolo esagonale; le frecce evidenziano lo spostamento degli atomi primi vicini

Gli atomi sostituzionali sono atomi differenti da quelli presenti nella maggior parte del cristallo, che rimpiazzano questi ultimi in alcuni siti reticolari; ciò può avvenire solo se il raggio atomico dell'elemento diverso è simile a quello degli atomi che, essendo presenti in maggioranza, determinano la struttura del reticolo. 
La soluzione solida sostituzionale che si ottiene può essere di due tipi: ordinata, se la temperatura è al di sotto di un valore critico, i due elementi hanno un rapporto stechiometrico preciso e le forze intermolecolari tra atomi diversi sono più forti di quelle tra atomi uguali; casuale, se manca almeno una delle precedenti condizioni.
A differenza di quanto avviene per le vacanze e per gli atomi interstiziali, il campo di sforzo indotto da difetti di questo genere può essere sia di trazione sia di compressione, a seconda delle dimensioni relative degli atomi coinvolti.

### Atomi interstiziali

Siti interstiziali in una cella CFC

Gli atomi interstiziali sono atomi dal raggio nettamente più piccolo rispetto agli atomi del reticolo cristallino; essi si posizionano nelle lacune reticolari -cioè nelle cavità di forma ottaedrica o tetraedrica presenti nel reticolo tridimensionale – la cui grandezza e il cui numero per cella unitaria dipendono dal tipo preciso di reticolo cristallino. 
Entrambe le tipologie di lacuna esistono sia nei reticoli CCC sia in quelli CFC, seppur diverse sia come quantità che come dimensioni.
La soluzione solida in questo caso è detta interstiziale.
Anche questi atomi provocano una distorsione del reticolo, più precisamente respingono gli atomi circostanti sottoponendoli ad uno sforzo di compressione (in quanto occupano una posizione normalmente lasciata libera).

## Difetti di linea
I difetti lineari dei reticoli cristallini, detti anche difetti monodimensionali, possono essere suddivisi in tre categorie principali:
- dislocazioni a spigolo
- dislocazioni a vite
- disclinazioni (solo per i cristalli liquidi)

Le dislocazioni a spigolo e a vite nella pratica non si escludono a vicenda ma si combinano frequentemente in dislocazioni miste, fondamentali poiché permettono alle linee di dislocazione di terminare sulla superficie del cristallo o di chiudersi ad anello.
Le dislocazioni sono difetti estrinseci che possono spostarsi lungo sistemi di scorrimento preferenziali, i quali dipendono dal tipo preciso di reticolo. Per effetto di questo movimento esse tendono ad incontrarsi e interagire, in maniera attrattiva o repulsiva a seconda di posizione e orientazione reciproca; in casi particolari possono perfino arrivare a compensarsi, lasciando al proprio posto vacanze, atomi interstiziali, o più semplicemente un reticolo perfetto.
Una dislocazione può essere descritta tramite il vettore di Burgers (segnato con b in figura 1), il quale rappresenta mediante gli indici di Miller direzione, verso ed entità dello scorrimento ad essa associato.
Fenomeni come la deformazione plastica sono motivo di formazione di nuove dislocazioni, in un processo noto in metallurgia come incrudimento. Al contrario, il raggiungimento della superficie del solido o del grano cristallino è la principale causa di scomparsa delle stesse.

### Dislocazioni a spigolo

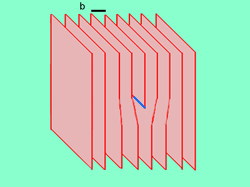
Figura 1 - Dislocazione a spigolo

Le dislocazioni a spigolo si formano quando una porzione del reticolo cristallino contiene un semipiano atomico extra rispetto all'altra: la presenza di questo semipiano aggiuntivo provoca, nell'intorno della linea di dislocazione, un puro sforzo normale (di compressione nella parte del reticolo in cui si trova, di trazione nell'altra).
Questo genere di difetto può muoversi all'interno del reticolo in due modi:
1. scorrimento "orizzontale", o glide, con cui la dislocazione, spostandosi lungo il piano di scorrimento, causa una traslazione relativa tra le due porzioni di reticolo pari a una posizione atomica;[28]
2. scorrimento "verticale", o climb, quando la dislocazione si muove perpendicolarmente al piano usuale di scorrimento (se la diffusione è sufficiente), ritirandosi o avanzando mediamente di una posizione atomica alla volta.

Il vettore di Burgers associato a una dislocazione a spigolo è perpendicolare ad essa.

### Dislocazioni a vite

Figura 2 - Dislocazione a vite

Le dislocazioni a vite si ottengono quando una parte del cristallo è traslata di un passo atomico rispetto a un'altra, come in figura 2, mentre il restante semispazio reticolare non lo è (o lo è in direzione opposta, a seconda del punto di vista); un tale difetto genera un puro sforzo di taglio nell'intorno della dislocazione. Anche le dislocazioni a vite possono muoversi nel cristallo, e possono farlo lungo uno qualsiasi dei piani contenenti la linea di dislocazione, eventualmente perfino cambiando piano di scorrimento durante il moto (cross slip).
Il vettore di Burgers di una dislocazione a vite, a differenza di quello delle dislocazioni a spigolo, è parallelo alla linea di dislocazione.

## Difetti di superficie
I difetti di superficie, detti anche difetti bidimensionali, sono classificabili in:
- bordi di grano
- bordi di fase
- geminati
- difetti di impilaggio

### Bordi di grano

Grani cristallini aventi diverse orientazioni (atomi rossi e blu) che si incontrano in un bordo grano (atomi verdi)

In un solido policristallino i bordi grano sono i confini irregolari che delimitano i vari grani cristallini; questi ultimi non si interfacciano mai con perfetta coincidenza poiché il processo di solidificazione reale avviene sempre in condizioni di non equilibrio, avviandosi contemporaneamente in più siti di nucleazione a dare cristalliti con diverse orientazioni cristallografiche (questo genere di difetto è perciò intrinseco).
Diverse classificazioni li suddividono in giunti di torsione, di flessione e misti (a seconda dell'orientazione relativa dei due reticoli all'interfaccia), oppure in bordi grano ad alto angolo (quando la misorientazione dei due domini cristallini è maggiore di 10-15°) e a basso angolo (misorientazione minore di 5°). Le due classificazioni possono anche combinarsi per una descrizione più accurata: ad esempio un giunto di flessione può anche essere immaginato come un bordo grano a basso angolo formato da una serie di dislocazioni a spigolo, poste ad una certa distanza l'una dall'altra.
I bordi grano possono "migrare" nel reticolo cristallino per effetto del passaggio di atomi, vacanze e dislocazioni attraverso di essi; una conseguenza visibile di ciò è l'ingrandimento o meno dei grani cristallini dei quali segnano il confine, fenomeno che può essere interpretato da un punto di vista termodinamico come la tendenza a minimizzare l'energia superficiale complessiva, aumentando le dimensioni medie dei grani. Sperimentalmente si nota che il movimento dei bordi grano è simile al processo di formazione ed accrescimento delle bolle: i grani più grandi tendono ad espandersi, a scapito di quelli più piccoli che si contraggono fino a scomparire. Il processo di migrazione è solitamente proporzionale alla radice quadrata del tempo, anche se nella pratica può subire delle deviazioni significative a causa di eventuali impurezze o seconde fasi.
I bordi grano influenzano molte proprietà del materiale: diminuiscono la conducibilità sia elettrica che termica, ed al contempo sono caratterizzati da elevata reattività e conferiscono un'alta resistenza meccanica agli sforzi, in quanto ostacolano lo scorrimento delle dislocazioni. La dimensione dei grani (e di conseguenza la superficie totale di bordo grano) è quindi un parametro tecnologico importante.

### Bordi di fase

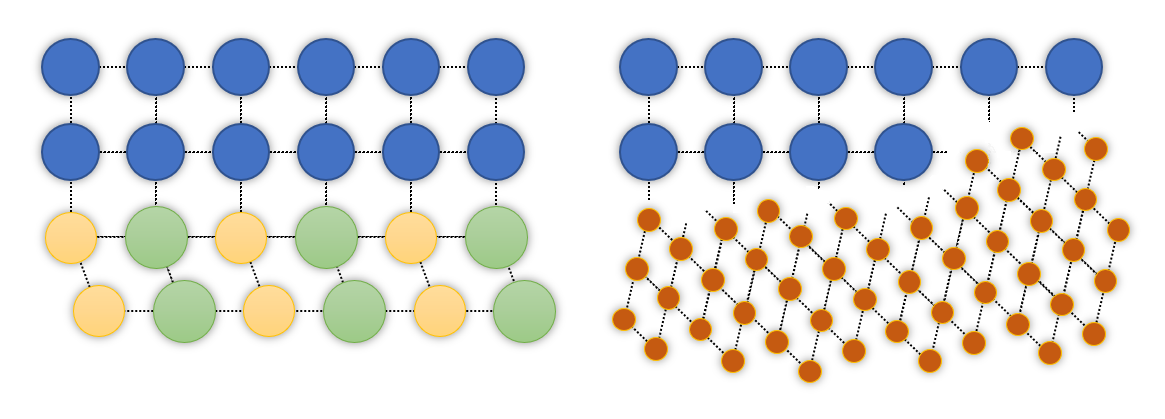
Da sinistra a destra: bordo di fase coerente (reso possibile dalla somiglianza dei passi reticolari) ed incoerente

I bordi di fase marcano l'interfaccia tra fasi aventi composizioni e/o strutture differenti all'interno dello stesso cristallo. Si tratta di difetti estrinseci, perché dipendenti da composizione e storia dello specifico campione ed eventualmente anche dalla presenza di impurezze che si aggregano a formare particelle disperse di seconde fasi.
Data la loro particolare natura, essi possono muoversi unicamente in funzione dello smiscelamento o, al contrario, del passaggio in soluzione della seconda fase: fenomeni che, rispettivamente, apportano o sottraggono materia alla particella segregata determinando di fatto uno spostamento del suo confine.
Per i bordi di fase è possibile definire un importante parametro quale il grado di coerenza dell'interfaccia: fasi differenti presentano spesso strutture reticolari diverse che possono affiancarsi in modo più o meno coerente, influenzando notevolmente anche alcuni meccanismi come lo scorrimento delle dislocazioni o la migrazione dei bordi grano. In generale, i bordi di fase tendono a ridurre le conducibilità elettrica e termica del materiale, mentre l'effetto sulle proprietà meccaniche è variabile a seconda di dimensioni, forma e posizione delle seconde fasi nella microstruttura del cristallo, oltre che del grado di coerenza dell'interfaccia.

### Geminati

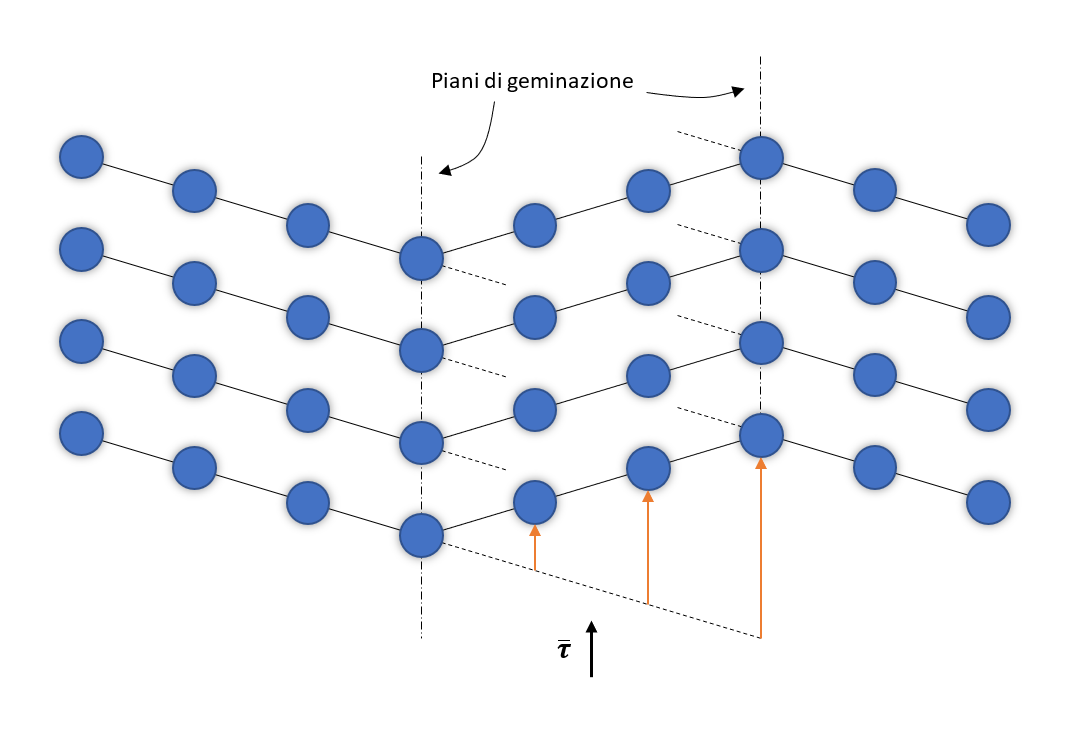
Geminazione indotta da uno sforzo meccanico tangenziale (τ) in un reticolo 2D

I geminati, in inglese twins, rappresentano difetti di superficie estremamente regolari, causati da un completo ribaltamento di una porzione di reticolo cristallino situata al di là di un piano (detto piano di geminazione), a dare un'immagine speculare della precedente disposizione degli atomi. In particolare, il difetto vero e proprio è il piano di geminazione (o bordo geminato) posto al confine tra le due regioni misorientate ma regolari, visibile molto chiaramente come segmento rettilineo ad esempio tramite una metallografia a luce polarizzata.
La geminazione costituisce un meccanismo di deformazione plastica alternativo allo scorrimento delle dislocazioni; in questo senso i geminati compaiono solitamente in coppia, poiché la traslazione relativa degli atomi interessa normalmente un numero finito di piani atomici, oltre i quali un secondo piano di geminazione segna il confine con la restante porzione di reticolo indeformata.

Il twinning può avere luogo sia in risposta ad una sollecitazione tangenziale, nella stessa direzione, sia durante un trattamento termico che preveda una trasformazione dei grani cristallini con conseguenti riassestamenti del reticolo. La prima modalità è quella prevalente in strutture come i reticoli EC e CCC, i quali beneficiano di pochi sistemi di scorrimento delle dislocazioni, mentre la seconda modalità è solitamente osservata nelle strutture CFC.

### Difetti di impilaggio

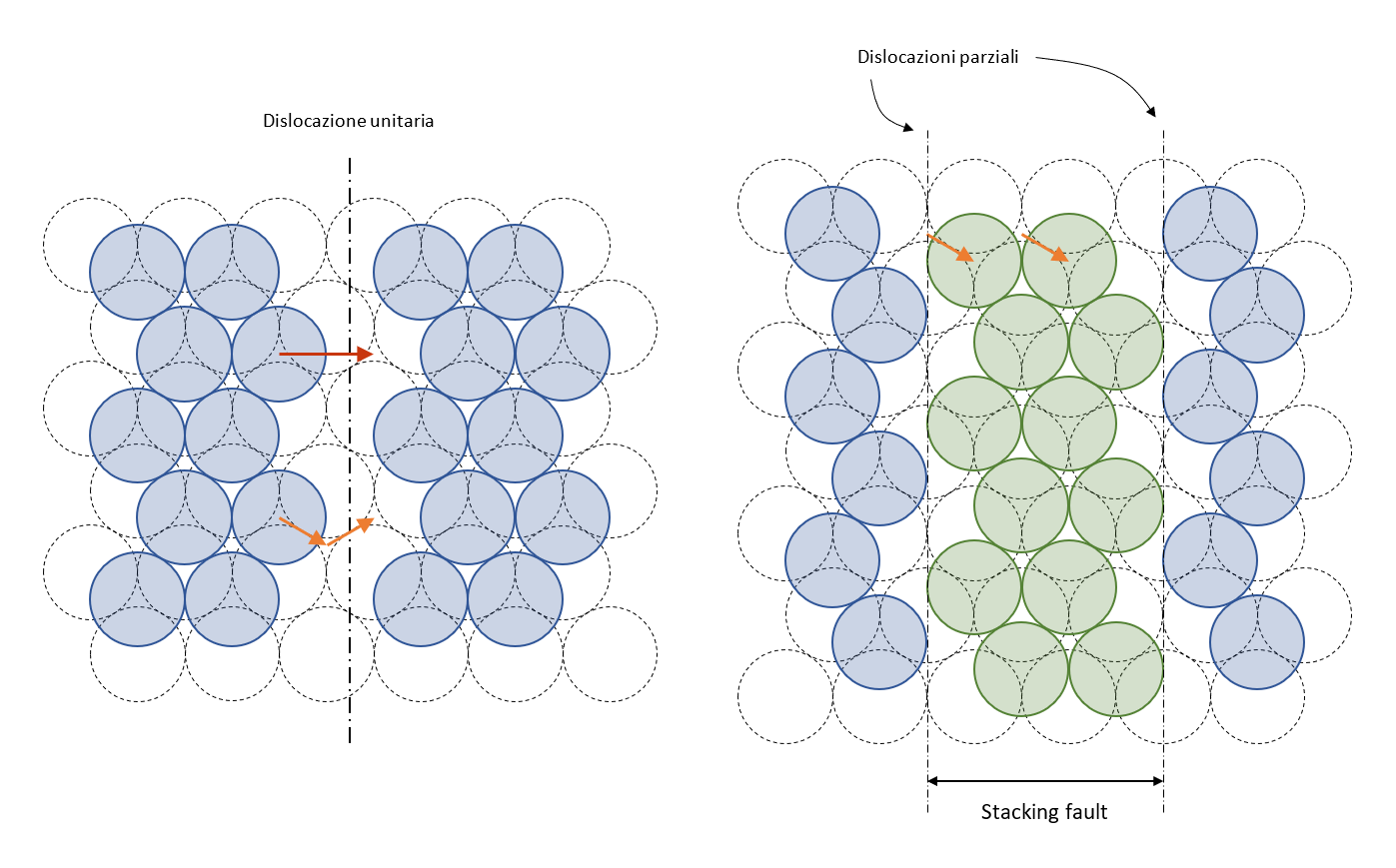
A sinistra, due modalità di scorrimento di una dislocazione (la più agevole, lungo gli avvallamenti dello strato atomico sottostante, è in arancione). A destra, la formazione di uno stacking fault come conseguenza del secondo meccanismo di scorrimento

I difetti di impilaggio, meglio noti con il nome inglese di stacking faults, corrispondono a superfici dove l'usuale alternanza dei piani atomici (tipica di un dato reticolo) è stata momentaneamente alterata dalla separazione di una dislocazione unitaria in dislocazioni parziali che racchiudono l'area di stacking fault.
Considerazioni energetiche permettono di dimostrare che quest'ultima situazione è termodinamicamente favorita rispetto all'esistenza di una dislocazione unitaria, e che una precisa distanza di equilibrio tra le dislocazioni parziali consente il bilanciamento tra l'energia elastica associata alla loro reciproca repulsione e l'energia associata al difetto di impilaggio.

Da un punto di vista puramente meccanico, invece, lo scorrimento di una dislocazione unitaria è spesso più oneroso in termini di sforzo tangenziale effettivo (resolved shear stress) rispetto allo scorrimento in due tempi, realizzato per mezzo di dislocazioni parziali, sfruttando le peculiarità del reticolo (un esempio per il reticolo CFC è mostrato in figura); ciò fa sì che si inneschi più facilmente il secondo meccanismo, il quale comporta l'intervento di un difetto di impilaggio.

## Difetti di volume
I difetti di volume, detti anche difetti tridimensionali, corrispondono a regioni di profonda alterazione del reticolo e possono avere dimensione variabile (spesso dell'ordine del micrometro). Si tratta sostanzialmente di porzioni mancanti di cristallo, oppure di porzioni interamente sostituite da strutture o sostanze estranee al reticolo di base; la loro origine è frequentemente individuabile nel processo di solidificazione (anche a livello industriale), e talvolta nell'evoluzione temporale successiva, in risposta a forze di natura termodinamica (tendenza all'equilibrio) o a sollecitazioni meccaniche particolari.
Tra i difetti di volume si distinguono:
- porosità, la cui formazione avviene solitamente durante la sinterizzazione o la cristallizzazione in condizioni di non equilibrio, oppure, come esempio di caso particolare, contestualmente al fenomeno della strizione in materiali duttili (la formazione di microvuoti intorno a particelle di seconde fasi contribuisce al calo di resistenza locale del cristallo e prelude alla frattura);
- cricche, ovvero fessure microscopiche introdotte nel materiale da un intervento meccanico causa di fatica;
- inclusioni, di origine naturale, come inclusioni di altri cristalli all'interno di un minerale in solidificazione, o di origine artificiale, introdotte dalla lavorazione dei metalli (ad esempio porzioni di materiale refrattario che si disperdono nel fuso in colata).

Più in dettaglio, si possono individuare:
- inclusioni endogene, formate per separazione dal fuso di composti già presenti in esso;
- inclusioni esogene, costituite da particelle estranee rimaste intrappolate all'interno del cristallo (tipicamente durante una lavorazione industriale).

Tutti i difetti di volume, anche se presenti in modeste concentrazioni, determinano un calo drastico delle prestazioni meccaniche del cristallo (in particolare la resistenza a rottura).

## Evidenze sperimentali
La presenza di difetti nei cristalli può essere verificata mediante varie tipologie di indagine, dall'analisi chimica di un campione (che consente di rivelare elementi estranei) all'osservazione diretta tramite microscopia. In particolare i difetti di volume, i geminati, i bordi grano e i bordi di fase possono essere esaminati con un semplice microscopio ottico dopo aver attaccato chimicamente la superficie (etching), ed eventualmente messi in evidenza con opportuni filtri polarizzatori; i difetti di dimensione inferiore come le dislocazioni e i difetti di punto, invece, richiedono ingrandimenti superiori per essere osservati (si procede tipicamente con immagini TEM, STM o AFM).
Dal punto di vista delle verifiche indirette, particolarmente interessante è quella messa a punto da R. O. Simmons e R. W. Balluffi nel 1960 per dimostrare l'esistenza delle vacanze (già previste dalla termodinamica): basandosi su misure di dilatazione termica dei cristalli e di diffrazione dei raggi X, essi confrontarono i valori di espansione del volume ottenuti sperimentalmente a ogni temperatura con quelli previsti dal semplice incremento del passo reticolare misurato ai raggi X, riscontrando una differenza giustificabile solamente con l'ipotesi dell'aumento del numero di vacanze parallelamente al riscaldamento.